# Bago!az
Bago!az (¡Vamos!, en vasco) fue un programa de televisión emitido entre 2017 y 2019 en el canal vasco ETB1 y presentado por Zuriñe Hidalgo.
El talent show consistía en encontrar al mejor cantante que tenía como premio participar en la serie Go!azen.
El programa fue producido por Pausoka Entertainment y dirigido por Jabi Elortegi.

## Mecánica
De los 13 concursantes que compiten en el programa, en cada entrega actuaron ocho concursantes y cantaron en dueto con los famosos que participan en el programa. En cada entrega, uno de los concursantes fue eliminado y dejó lugar a un nuevo aspirante, mientras que el que ganaba conseguía la inmunidad para la semana siguiente. El jurado está compuesto por los ocho famosos. A partir del séptimo programa los concursantes eliminados ya no fueron sustituidos y los cuatro mejores llegaron a la gran final. Solo uno de ellos será el afortunado o afortunada de formar parte del reparto de Go!azen.

### Coaches
- Alex Sardui. Cantante, vocalista de Gatibu.
- Angel Alkain. Humorista, actor y presentador de televisión.
- Iñigo Azpitarte. Actor.
- Karmele Larrinaga. Actriz y cantante.
- María Amolategi. Cantante y presentadora de televisión.
- Xabier Saldias. Cantante.
- Ylenia Baglietto. Actriz.
- Un actor de la serie Go!azen que iba cambiando cada semana.

## Concursantes

### Primera temporada (2017)
|                   |               | Lugar de residencia | Edad | Programas      | Información |
| ----------------- | ------------- | ------------------- | ---- | -------------- | ----------- |
| Iholdi Beristain  | Portugalete   | 17 años             | 10   | Ganadora       |             |
| Karmele Gurbindo  | Villava       | 18 años             | 8    | 2.ª finalista  |             |
| Iñaki Torralbo    | Bermeo        | 23 años             | 10   | 3.er finalista |             |
| María Ereña       | Sodupe        | 20 años             | 10   | 4.ª finalista  |             |
| Iñaki Ainciburu   | Villava       | 19 años             | 8    | 9.ª expulsión  |             |
| Maitane Lopategui | Munguía       | 17 años             | 8    | 8.ª expulsión  |             |
| Sara Alonso       | Aramayona     | 17 años             | 2    | 7.ª expulsión  |             |
| Sara Nieto        | Bilbao        | 18 años             | 6    | 6.ª expulsión  |             |
| Imanol Cabrejas   | Bilbao        | 18 años             | 1    | 5.ª expulsión  |             |
| Luka Azurmendi    | San Sebastián | 19 años             | 1    | 4.ª expulsión  |             |
| Jonatan Yelamos   | Bilbao        | 17 años             | 3    | 3.ª expulsión  |             |
| Endika Bengoetxea | Hernani       | 18 años             | 2    | 2.ª expulsión  |             |
| Aitzol Ibarloza   | San Sebastián | 18 años             | 1    | 1.ª expulsión  |             |

## Audiencias
| Programa | Características del programa                                                        | Fecha      | Espectadores | Share |
| -------- | ----------------------------------------------------------------------------------- | ---------- | ------------ | ----- |
| 0        | Presentación de los concursantes                                                    | 17/02/2017 | 23 000       | 3,3%  |
| 1        | Primer programa / Victoria de Jonatan / Expulsión de Aitor                          | 22/02/2017 | 24 000       | 3,0%  |
| 2        | Segundo programa / Entrada de Iñaki A. / Victoria de Iñaki T. / Expulsión de Endika | 01/03/2017 | 11 000       | 1,3%  |
| 3        | Tercer programa / Entrada de Karmele / Victoria de Iñaki A. / Expulsión de Jonatan  | 08/03/2017 | 13 000       | 1,6%  |
| 4        | Cuarto programa / Entrada de Luka / Victoria de Karmele / Expulsión de Luka         | 15/03/2017 | 13 000       | 1,6%  |
| 5        | Quinto programa / Entrada de Imanol / Victoria de María / Expulsión de Imanol       | 22/03/2017 | 15 000       | 1,7%  |
| 6        | Sexto programa / Entrada de Sara A. / Victoria de Imanol T. / Expulsión de Sara N.  | 29/03/2017 | 15 000       | 1,8%  |
| 7        | Séptimo programa / Victoria de Iholdi / Expulsión de Sara A.                        | 05/04/2017 | 13 000       | 1,6%  |
| 8        | Octavo programa / Victoria de Karmele / Expulsión de Maitane                        | 19/04/2017 | 14 000       | 1,9%  |
| 9        | Noveno programa: semifinal / Victoria de Iholdi y Karmele / Expulsión de Iñaki A.   | 26/04/2017 | 12 000       | 1,3%  |
| 10       | Décimo programa: final / Ganadora: Iholdi                                           | 03/05/2017 | 10 000       | 1,3%  |